# مک کنزی برهیل
مک کنزی برهیل (انگلیسی: McKenzie Berryhill؛ زادهٔ ۲۴ مارس ۱۹۹۳) بازیکن فوتبال اهل ایالات متحده آمریکا است.
از باشگاه‌هایی که در آن بازی کرده‌است می‌توان به باشگاه فوتبال پورتلند تورنز اشاره کرد.
وی همچنین در تیم ملی فوتبال United States Washington Spirit(futsal) بازی کرده‌است.